# IC 5012
IC 5012 ist eine Balken-Spiralgalaxie vom Hubble-Typ SBc im Sternbild Pfau am Südsternhimmel. Sie ist schätzungsweise 279 Millionen Lichtjahre von der Milchstraße entfernt und hat einen Durchmesser von etwa 90.000 Lj. 
Das Objekt wurde am 17. Mai 1904 vom US-amerikanischen Astronomen Royal Harwood Frost entdeckt.